# Курдски језик
Курдски језик (курд. کوردی) је континуум западноиранских језика којим говоре Курди у југозападној Азији. Састоји се од три дијалектичке скупине познате као курманџи (сјевернокурдски), сорани (средњокурдски) и пехлевани (јужнокурдски). Горани (или Гурани) и зазаки језик такође говоре Курди, али они лингвистички нису курдски језици. По посљедњој процјени (од 2009. године) сматра се да је курдски матерњи језик 20—30 милиона говорника.
Књижевност на курдском језику је углавном била ограничена на поезију до почетка 20. вијека, када је почео развој опште књижевности. Данас су најзаступљенији дијалекти који се говоре на сјеверу, тачније је курманџи, и истоку и западну, тј. сорани, географске области познате као Курдистан. Сорани дијалекат, заједно са арапским језиком, је један од два службена језика Ирака, а у политичким документима се једноставно назива курдски. Курманџи је признат као мањински језик у Јерменији, а такође се говори и у Турској, Сирији, Ираку и Ирану.
Одвојеном скупином језика, заза-горани, говори неколико милиона Курда. Већина Курда говори курманџи, а већина курдских текстова је написана на курманџију и соранију. Курманџи је написан хаварским писмом, изведеним латиничним писмом, а сорански је написан соранским писмом, изведеним арапским писмом.
Класификација лакија као дијалекта |јужнокурдског или као четвртог језика под курдским је ствар дебате, али разлике између лакија и других дијалеката јужних Курда су минималне.

### Класификација и поријекло
Курдски језик припада иранској грани индоевропских језика. Он је генерално сврстан у групу сјеверозападних иранских језика, или по неким научницима као посредник између сјеверозападних и југозападних језика. Мартин ван Брунсен је забиљежио сљедеће: „Курски има јак југозападни елемент”, док „зазаки и горани [...] припадају сјеверозападној иранској групи”. Лудвиг Паул је извео закључак по коме курдски вјероватно има поријекло у сјеверозападном иранском, али дијели многе особине са југозападним иранским језицима као што је персијски, наводно због вишевијековних и веома блиских историјских контаката. Виндфур је препознао курдски као нарјечје парћанског језика, мада и као супстрат међанског језика.

### Историја
Нема много поузданих података о курдском језику пре периода арапских освајања. Тек од 15—16. века познати су први песници који пишу на свом матерњем курдском језику: Али Харири, Ахмед Хани, Мелаје Џазири, Факи Тајран и други.
Кроз дуг период борбе курдског народа за слободу и аутономију текла је и борба за признање језика.

### Садашњи статус
Данас курдски језик има званично признат статус службеног језика једино у Ираку, док у осталим државама где се говори у знатном броју нема тај статус или је чак забрањен. Међутим, курдски је фактички службени језик и у непризнатој сиријској аутономној регији Западни Курдистан.
Укупан број људи којима је курдски матерњи језик тешко је проценити: процене се крећу од 25 до 30 милиона. Највећи број њих живи у Турској (11—15 мил), Ираку (5—7 мил), Ирану (6—8 мил) и Сирији (око 2 мил).

### Дијалекти
Постоје три важнија дијалекта курдског језика:
1. Северни дијалекат, назван курманџи (Kurmanji)
2. Централни дијалекат, назван сорани (Sorani)
3. Јужни дијалекат, главни представници су говори фејли и калхори

#### Курманџи дијалекат
Заступљен је углавном у Турској и Сирији, процена је да око 12-17 милиона људи говори овим дијалектом. За писање углавном користе модификовану верзију турског латиничног писма.

#### Сорани дијалекат
Сорани дијалекат је заступљен у источном Ираку и западном Ирану. Број Курда који говори Сорани дијалектом је између 10 до 12 милиона. Као алфабет ирански и ирачки Курди углавном користе модификовани персијски алфабет.

#### Јужни дијалекат
Јужни дијалекат курдског језика углавно је заступљен у јужним и средњим деловима Ирака и Ирана и састоји се од већег броја поддијалеката од којих су најпознатији фајли и калхори.

### Курдски алфабет
Због географске распрострањености у разним државама и културама курдски језик данас има чак три алфабета: арапски, латиницу и ћирилицу. Персијско писмо се користи још од средњег века под утицајем сродног персијског језика. Латинично писмо је у употребу у Турској, сродно турском латничном писму са неким додатним словима. Ћирилица је коришћена у Совјетском Савезу за припаднике Курда који су живели углавном у Јерменији.
Поред тога у новије време има и покушаја да се створи јединстван алфабет за све Курде — основа му је латинично писмо.

### Фонологија
- Самогласници

Курдски језик има следеће самогласнике:
|          | предњи | предњи | централни | централни | задњи | задњи |
| кратак   | дуг    | кратак | дуг       | кратак    | дуг   |       |
| затворен |        |        |           |           |       |       |
| средњи   |        |        |           |           |       |       |
| отворен  |        |        |           |           |       |       |

- Сугласници курдског језика су:

|             | Двоуснени | Уснено-зубни | Зубни | Предњонепчани | Палатал | Задњонепчани | Увулар | Фарингални | Глотал |
| ----------- | --------- | ------------ | ----- | ------------- | ------- | ------------ | ------ | ---------- | ------ |
| Назални     |           |              |       |               |         |              |        |            |        |
| Експлозивни |           |              |       |               |         |              |        |            |        |
| Струјни     |           |              |       |               |         |              |        |            |        |
| Африкате    |           |              |       |               |         |              |        |            |        |
| Латерали    |           |              | 1     |               |         |              |        |            |        |
| Флеп        |           |              |       |               |         |              |        |            |        |
| Трил        |           |              |       |               |         |              |        |            |        |
| Сонанти     |           |              |       |               |         |              |        |            |        |